# Vendels landskommun
Vendels landskommun var tidigare en kommun i Uppsala län.

## Administrativ historik
Den 1 januari 1863, när kommunalförordningarna började tillämpas, skapades över hela riket cirka 2 500 kommuner, varav 89 städer, åtta köpingar och resten landskommuner. Då inrättades i Vendels socken i Örbyhus härad i Uppland denna kommun
1952 genomfördes den första av 1900-talets två genomgripande kommunreformer i Sverige. Vendel bildade då "storkommun" genom sammanläggning med den tidigare grannkommunen Tegelsmora.
1974 upplöstes kommunen och dess område gick upp i Tierps kommun.
Kommunkoden 1952–1973 var 0316.

### Kyrklig tillhörighet
I kyrkligt hänseende tillhörde kommunen Vendels församling. Den 1 januari 1952 tillkom Tegelsmora församling. Dessa gick ihop 2014 att bilda Vendel-Tegelsmora församling.

## Geografi
Vendels landskommun omfattade den 1 januari 1952 en areal av 280,75 km², varav 267,92 km² land. Efter nymätningar och arealberäkningar färdiga den 1 januari 1956 omfattade landskommunen den 1 november 1960 (enligt indelningen den 1 januari 1961) en areal av 287,13 km², varav 278,47 km² land.

### Tätorter i kommunen 1960
| Tätort   | Folkmängd |
| -------- | --------- |
| Örbyhus  | 1 465     |
| Tobo     | 522       |
| Upplanda | 287       |

Tätortsgraden i kommunen var den 1 november 1960 48,4 procent.

## Politik

### Mandatfördelning i valen 1938–1970
| 11 | 4 | 8 | 2 |

| 25 |

| 11 | 5 | 7 | 2 |

| 25 |

| 11 | 6 | 6 | 2 |

| 25 |

| 21 | 8 | 9 | 2 |

| 39 |

| 21 | 8 | 8 | 3 |

| 36 |

| 18 | 8 | 5 | 4 |

| 32 |

| 19 | 8 | 5 | 3 |

| 31 |

| 18 | 8 | 5 |  | 3 |

| 30 | 5 |

| 19 | 9 | 4 |  | 2 |

| 28 | 7 |